# Tom Keifer
Carl Thomas Keifer (Springfield, Pensilvania; 26 de enero de 1961) es un músico de rock estadounidense, conocido por ser el vocalista y guitarrista de la banda de Glam Metal Cinderella.

## Carrera

### Cinderella
Luego de graduarse en la preparatoria, Tom se unió a bandas locales de escasa repercusión como Saints in Hell, Telepath y Diamonds. Más adelante forma la agrupación Cinderella, junto a su amigo Eric Brittingham, quien había tocado junto a él en Saints in Hell. La banda fue descubierta inicialmente por Gene Simmons, bajista de Kiss, quien intentó conseguirles un contrato discográfico sin éxito. En 1985, Jon Bon Jovi vio a la agrupación en vivo en un club de Pensilvania, y convenció al mánager de Mercury A&R Derek Schulman de firmar la banda en su discográfica. A partir de ese momento comenzó el gran éxito de la agrupación, codeándose con íconos del glam metal estadounidense como Poison, Warrant, Twisted Sister y Ratt. Tom y compañía lograron ventas millonarias con sus álbumes Night Songs, Long Cold Winter, y Heartbreak Station, ayudados por las habilidades compositivas de Keifer, notoria en canciones como Shake Me, Nobody’s Fool, Gypsy Road, Don’t Know What You Got, Coming Home, Shelter Me, y Heartbreak Station. 
Después de la gira en soporte del álbum Heartbreak Station, Tom perdió su voz debido a la presencia de nódulos en sus cuerdas vocales, teniendo que ser sometido a cirugía. Tras su recuperación, Keifer empezó a trabajar en un álbum como solista, proyecto que debió abandonar para iniciar la grabación de un nuevo álbum de Cinderella, titulado Still Climbing y publicado en 1994. El álbum no recibió mucha atención. La banda se disolvió en 1995, pero se reunió en 1997 para realizar una gira y grabar un disco en vivo.

### Giras y carrera como solista
Después de algunos años en silencio, Cinderella encabezó la gira Rock Never Stops de 2005. Keifer y Cinderella completaron una gira de aniversario junto a la agrupación Poison en 2006. Ambas bandas celebraron sus veinte años de carrera musical. La gira fue un gran éxito, con un promedio de 12.000 asistentes por noche.
Keifer lanzó su primer álbum como solista el 30 de abril de 2013, titulado The Way Life Goes, seguido de una gira mundial en soporte del mismo. En 2017 fue publicada una edición de lujo del mismo disco.

## Discografía

### Cinderella
- Night Songs (1986)
- Long Cold Winter (1988)
- Heartbreak Station (1990)
- Live Train to Heartbreak Station (1991)
- Still Climbing (1994)
- Once Upon A... (1997)

### Solista
- The Way Life Goes (2013)
- Rise (2019)